# Ahe
Pour les articles homonymes, voir AHE.
Ahe est un atoll situé dans l'archipel des Tuamotu en Polynésie française dans le sous-groupe des Îles du Roi Georges. Il est administrativement rattaché à la commune de Manihi.

## Géographie

### Situation
Ahe est situé à 15 km à l'ouest de Manihi, l'atoll le plus proche, à 79 km au nord d'Arutua et à 456 km au nord-est de Tahiti. C'est un atoll de 23,5 km de longueur et de 12,2 km de largeur maximales pour une surface de terres émergées de 12 km2. Son lagon couvre une superficie de 138 km2 accessible par une passe unique située à l'ouest.

### Géologie
D'un point de vue géologique, l'atoll est l'excroissance corallienne (de quelques mètres) du sommet du mont volcanique sous-marin homonyme de la plaque du Pacifique, qui mesure 2 760 mètres depuis le plancher océanique, formé il y a 57,7 à 60,9 millions d'années.

### Évolution démographique
En 2017, Ahe est peuplé par 491 personnes, habitant principalement dans le village de Tenukupara et sur les motus du sud de l'atoll.
| 1977                                                    | 1983 | 1988 | 1996 | 2002 | 2007 | 2012 | 2017 |
| ------------------------------------------------------- | ---- | ---- | ---- | ---- | ---- | ---- | ---- |
| 109                                                     | 142  | 162  | 377  | 441  | 561  | 552  | 491  |
| Sources ISPF et Gouvernement de la Polynésie française. |      |      |      |      |      |      |      |

## Histoire

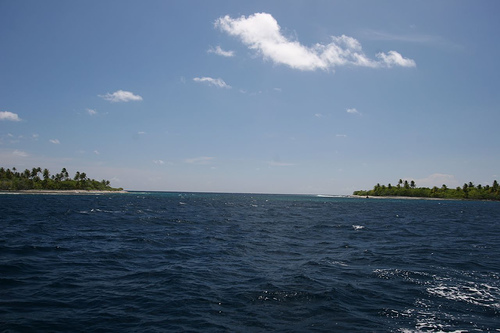
Passe d'entrée de l'atoll

La première mention de l'atoll est faite par les explorateurs hollandais Willem Schouten et Jacob Le Maire en 1616. Ahe est visité à deux reprises par l'explorateur américain Charles Wilkes, lors de son expédition australe — le 6 septembre 1839 et le 11 décembre 1840 —, qui l'appelle Peacock Island,.
Le motu Poro-Poro, sur l'atoll de Ahe, fut habité pendant quelques années par Bernard Moitessier qui y avait construit un fare. Il le quittera en 1978 pour aller vivre à Moorea.

## Faune et flore
L'atoll héberge une population endémique de Ptilopes des Tuamotu.

## Économie
L'économie d'Ahe est traditionnellement liée à la pêche de subsistance, ainsi qu'à la perliculture qui s'est également développée grâce à la création de fermes perlières (perle et nacre) qui ont obtenu des permis d'exploitation et de collectage des naissains dans plusieurs zones du lagon, situées principalement vers la pointe sud-ouest.
L'économie de l'atoll est aussi liée au tourisme. En 1997, un aérodrome (code AITA : AHE) situé au nord de l'atoll, avec une piste de 1 200 mètres a été construit par l'armée française. Il accueille, en moyenne, environ 350 vols et 9 000 passagers par an, dont un tiers en transit.